# 856 (numero)
Ottocentocinquantasei (856) è il numero naturale dopo l'855 e prima dell'857.

## Proprietà matematiche
- È un numero pari.
- È un numero composto con 8 divisori: 1, 2, 4, 8, 107, 214, 428, 856. Poiché la somma dei suoi divisori (escluso il numero stesso) è 764 < 856, è un numero difettivo.
- È un numero rifattorizzabile in quanto divisibile per il numero dei propri divisori.
- È un numero congruente.
- È un numero odioso.
- È un numero palindromo  nel sistema posizionale a base 5 (11411) e in quello a base 7 (2332).
- È parte delle terne pitagoriche  (642, 856, 1070), (856, 1605, 1819), (856, 11433, 11465), (856, 22890 22906), (856, 45792, 45800), (856, 91590, 91594), (856, 183183, 183185).

## Astronomia
- 856 Backlunda è un asteroide della fascia principale del sistema solare.
- NGC 856 è un galassia spirale della costellazione della Balena.

## Astronautica
- Cosmos 856 è un satellite artificiale russo.